# Nikolai von Krüdener
Baron Nikolai Karl Gregor von Krüdener (10. březnagreg. 1811 Reval – 17. únoragreg. 1891 Moskva), znám také v ruské formě jména Nikolaj Pavlovič Kriděněr (rusky Николай Павлович Криденер) byl ruský generál z livonské šlechtické rodiny, jejíž původ sahá až do počátku 16. století.

## Životopis
Nikolai von Krüdener se narodil 10. března 1811 v livonské provincii. Vystudoval Nikolajevskou vojenskou školu v Sankt Petěrburgu, kde po dokončení důstojnických kurzů absolvoval i inženýrské vzdělávání. V roce 1828 byl povýšen na důstojníka, v roce 1833 nastoupil na Carskou vojenskou akademii a po promoci byl převelen do generálního štábu, kde zastával různé funkce až do roku 1849, kdy byl jmenován velitelem pluku knížete Eugena Württemberského.
V roce 1858 mu bylo svěřeno velení Kexholmského granátnického pluku a v roce 1859 Volyňského střeleckého pluku spolu s povýšením na generálmajora.
V roce 1863 byl jmenován velitelem 27. pěší divize, se kterou se podílel na potlačení polského povstání, a byl oceněn zlatou šavlí. V roce 1865 byl povýšen na generálporučíka a v roce 1876 byl pověřen v rámci dunajské armády velením IX. armádního sboru, který během rusko-turecké války operoval proti Turkům jako součást západního odřadu ruské armády.
Krüdenerův sbor byl pověřen dobytím pevnosti Nikopol, což se podařilo 16. červencegreg. 1877. Krüdener byl za tento čin oceněn řádem sv. Jiří 3. stupně a se svým sborem se přesunul do Plevenu, ale jeho zteče 20. a 30. červencegreg. byly neúspěšné. Při obléhání Plevenu byl členem velitelského sboru a v jeho závěru odrazil pokus o průlom vojsk Osmana Paši. Poté během balkánské zimní kampaně velel levé koloně vojsk odřadu generála Gurka. Na konci války byl povýšen na generála pěchoty a byl jmenován pomocným velitelem Varšavského vojenského okruhu.
Nikolaj von Krüdener zemřel 17. únoragreg. 1891 v Moskvě.